# Torneo de ajedrez de San Sebastián
Ha habido dos importantes torneos de ajedrez en San Sebastián, España, en los años 1911 y 1912.

## San Sebastián 1911
El torneo tuvo lugar del 20 de febrero al 17 de marzo de 1911. El evento fue organizado en el "Gran Casino de San Sebastián" y dirigido por Jacques Mieses, quien insistió en que todos los gastos de los maestros fueran debidamente pagados por la organización. Participaron casi todos los maestros más fuertes de la época, a excepción de Emanuel Lasker, vigente campeón del mundo. 
Algunos jugadores, en particular Ossip Bernstein, protestaron por la presencia de José Raúl Capablanca, ya que aún no se había clasificado en la cima de los grandes torneos. La protesta fue rechazada por el director del torneo, Jacques Mieses, y el sorteo de la primera ronda vio a Capablanca y Bernstein enfrentarse. En uno de sus libros, Capablanca comenta este episodio: "Tuve la suerte de conocer a Bernstein en la primera ronda".  
| #  | Player                                   | 1 | 2 | 3 | 4 | 5 | 6 | 7 | 8 | 9 | 10 | 11 | 12 | 13 | 14 | 15 | Total |
| 1  | José Raúl Capablanca (Cuba)              | * | 0 | ½ | ½ | ½ | ½ | 1 | 1 | 1 | ½  | ½  | 1  | 1  | ½  | 1  | 9½    |
| 2  | Akiba Rubinstein (Imperio ruso)          | 1 | * | ½ | ½ | ½ | ½ | ½ | ½ | ½ | ½  | ½  | 1  | ½  | 1  | 1  | 9     |
| 3  | Milan Vidmar (Imperio austrohúngaro)     | ½ | ½ | * | 0 | ½ | ½ | ½ | 1 | ½ | ½  | ½  | 1  | 1  | 1  | 1  | 9     |
| 4  | Frank James Marshall (Estados Unidos)    | ½ | ½ | 1 | * | ½ | ½ | ½ | ½ | ½ | 1  | ½  | 1  | ½  | 0  | 1  | 8½    |
| 5  | Siegbert Tarrasch (Imperio alemán)       | ½ | ½ | ½ | ½ | * | ½ | 1 | 1 | ½ | 0  | ½  | ½  | 1  | 0  | ½  | 7½    |
| 6  | Carl Schlechter (Imperio austrohúngaro)  | ½ | ½ | ½ | ½ | ½ | * | ½ | 0 | ½ | ½  | ½  | 1  | ½  | 1  | ½  | 7½    |
| 7  | Aron Nimzowitsch (Imperio ruso)          | 0 | ½ | ½ | ½ | 0 | ½ | * | ½ | 1 | 1  | ½  | ½  | ½  | ½  | 1  | 7½    |
| 8  | Ossip Bernstein (Imperio ruso)           | 0 | ½ | 0 | ½ | 0 | 1 | ½ | * | 1 | 1  | 1  | ½  | 0  | 1  | 0  | 7     |
| 9  | Rudolf Spielmann (Imperio austrohúngaro) | 0 | ½ | ½ | ½ | ½ | ½ | 0 | 0 | * | ½  | 1  | ½  | ½  | 1  | 1  | 7     |
| 10 | Richard Teichmann (Imperio alemán)       | ½ | ½ | ½ | 0 | 1 | ½ | 0 | 0 | ½ | *  | ½  | 0  | ½  | 1  | 1  | 6½    |
| 11 | Géza Maróczy (Imperio austrohúngaro)     | ½ | ½ | ½ | ½ | ½ | ½ | ½ | 0 | 0 | ½  | *  | 1  | ½  | ½  | 0  | 6     |
| 12 | Dawid Janowski (Francia)                 | 0 | 0 | 0 | 0 | ½ | 0 | ½ | ½ | ½ | 1  | 0  | *  | 1  | 1  | 1  | 6     |
| 13 | Amos Burn (Reino Unido)                  | 0 | ½ | 0 | ½ | 0 | ½ | ½ | 1 | ½ | ½  | ½  | 0  | *  | 0  | ½  | 5     |
| 14 | Oldřich Duras (Imperio austrohúngaro)    | ½ | 0 | 0 | 1 | 1 | 0 | ½ | 0 | 0 | 0  | ½  | 0  | 1  | *  | ½  | 5     |
| 15 | Paul Saladin Leonhardt (Imperio alemán)  | 0 | 0 | 0 | 0 | ½ | ½ | 0 | 1 | 0 | 0  | 1  | 0  | ½  | ½  | *  | 4     |
Además del reembolso de los gastos de viaje y alojamiento, 5.000 francos estaban en juego para el ganador, 3.000 para el segundo lugar, 2.000 para el tercero y 1.500 para el cuarto. Los ganadores que no obtuvieron premio recibieron 80-100 francos por punto. También hubo un "premio de belleza" de 500 francos para la mejor partida, patrocinado por el barón Albert Salomon von Rothschild, fue ganado por Capablanca por su partida contra Bernstein.

## San Sebastián 1912
El torneo se celebró en el "Gran Casino de San Sebastián" del 19 de febrero al 23 de marzo de 1912. Este torneo fue uno de los cinco que Rubinstein ganó en un lapso de un año (San Sebastián, Breslau, Bad Pistyan, Varsovia y Vilna).
| #  | Player                                   | 1  | 2  | 3  | 4  | 5  | 6  | 7  | 8  | 9  | 10 | 11 | Total |
| 1  | Akiba Rubinstein (Imperio ruso)          | ** | ½1 | 01 | ½1 | ½½ | 1½ | 01 | 11 | ½½ | ½1 | ½- | 12½   |
| 2  | Aron Nimzowitsch (Imperio ruso)          | ½0 | ** | 01 | 1½ | 0½ | 11 | 11 | ½½ | ½½ | 11 | ½- | 12    |
| 3  | Rudolf Spielmann (Imperio austrohúngaro) | 10 | 10 | ** | 10 | 1½ | ½1 | ½½ | ½1 | ½½ | 1½ | 1- | 12    |
| 4  | Siegbert Tarrasch (Imperio alemán)       | ½0 | 0½ | 01 | ** | 11 | 01 | ½0 | ½½ | 11 | 11 | 1- | 11½   |
| 5  | Julius Perlis (Imperio austrohúngaro)    | ½½ | 1½ | 0½ | 00 | ** | 1½ | ½1 | ½½ | ½½ | 1½ | ½- | 10    |
| 6  | Frank James Marshall (Estados Unidos)    | 0½ | 00 | ½0 | 10 | 0½ | ** | ½1 | 1½ | ½½ | 11 | 1- | 9½    |
| 7  | Oldřich Duras (Imperio austrohúngaro)    | 10 | 00 | ½½ | ½1 | ½0 | ½0 | ** | ½½ | ½1 | 01 | ½- | 8½    |
| 8  | Carl Schlechter (Imperio austrohúngaro)  | 00 | ½½ | ½0 | ½½ | ½½ | 0½ | ½½ | ** | ½½ | 1½ | ½- | 8     |
| 9  | Richard Teichmann (Imperio alemán)       | ½½ | ½½ | ½½ | 00 | ½½ | ½½ | ½0 | ½½ | ** | ½½ | ½- | 8     |
| 10 | Paul Saladin Leonhardt (Imperio alemán)  | ½0 | 00 | 0½ | 00 | 0½ | 00 | 10 | 0½ | ½½ | ** | 1- | 5     |
| 11 | Leó Forgács (Imperio austrohúngaro)      | ½- | ½- | 0- | 0- | ½- | 0- | ½- | ½- | ½- | 0- | ** | 3     |
Forgacs sólo jugó la primera mitad del torneo y perdió sus últimas diez partidas.
Los premios fueron: primero - 5000 francos, segundo - 3000 francos, tercero - 2000 francos, cuarto - 1500 francos. Los ganadores que no obtuvieron premio recibieron 100 francos por punto.